# George Dunton Widener
George Dunton Widener (16 de junio de 1861, Filadelfia, Pensilvania - 15 de abril de 1912 en el Atlántico Norte) fue un estadounidense empresario, banquero y miembro de una de las familias más ricas e influyentes de Filadelfia. Falleció junto con su hijo mayor en el hundimiento del RMS Titanic.

## Vida

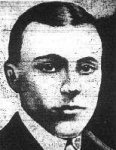
Harry Elkins Widener, de joven.

George Widener nació en Filadelfia como el mediano de los tres hijos del rico magnate Peter Widener (1834-1915) y su esposa Hannah Josephine Dunton (1836-1896). El padre había hecho su gran fortuna invirtiendo en el transporte público en tranvía y era miembro fundador de Philadelphia Traction Company, cuyas empresas se expandieron a otras ciudades importantes de los Estados Unidos. Después de que Harry, el hermano mayor de Widener, muriera niño, fue el principal heredero de una de las mayores fortunas de Filadelfia. La familia pertenecía a la clase alta de la ciudad y era muy respetada socialmente. Su hermano menor Joseph Widener fue uno de los fundadores de la Galería Nacional de Arte en Washington D. C.
George Widener se unió al negocio paterno y finalmente se hizo cargo de la gestión de la Philadelphia Traction Company. En este cargo, supervisó el desarrollo de los primeros tranvías operados eléctricamente. También fue presidente o director de una docena de compañías regionales de carreteras y ferrocarriles y miembro de la junta ejecutiva de varias otras compañías, como Land Title Bank and Trust Company, Electric Storage Battery Company y Portland Cement Company, que construyó el hotel Ritz-Carlton en Filadelfia. 
Widener también participó activamente en la caridad y estaba muy interesado en el arte. Amante de las artes, ocupó el cargo de director de la Pennsylvania Academy of the Fine Arts. Fue miembro de diversas organizaciones sociales como el Philadelphia Country Club. El 1 de noviembre de 1883 se casó con Eleanor Elkins (1862-1937), hija de William L. Elkins, socio comercial de su padre. Tuvieron tres hijos: Harry Elkins Widener (1885-1912), George Dunton Widener, Jr. (1889-1971) y Eleanor Elkins Widener (1891-1953). La familia vivía en Lynnewood Hall, una mansión de estilo neogeorgiano de 110 habitaciones en Elkins Park, Pensilvania. Poco antes de su muerte, Widener también encargó al destacado arquitecto Horace Trumbauer que construyera una propiedad de 2.800 metros cuadrados en estilo neoclásico en la isla Aquidneck. Estaba destinada a servir como residencia de verano y todavía estaba en fase de planificación en el momento de la muerte de Widener.

## Muerte en el Titanic
En la primavera de 1912, George Widener viajó a París con su esposa y su hijo Harry para encontrar un jefe de cocina francés para el recién inaugurado Ritz-Carlton en Filadelfia. Para el viaje de regreso, la familia reservó un pasaje de primera clase en el RMS Titanic, el barco más grande del mundo hasta la fecha, que realizaba su viaje inaugural a Nueva York. En abril de 1912 abordaron en Southampton el transatlántico de lujo y ocuparon los camarotes vecinos B-80 y B-82. La familia iba acompañada por el sirviente personal (valet) inglés de George Widener, Edwin Keeping, y la doncella prusiana de Eleanor Widener, Amalie Gieger. 
En la tarde del 14 de abril, George y Eleanor Widener conversaron en la cubierta de paseo del barco con Bruce Ismay, el director de la White Star Line, propietaria del Titanic. Durante la conversación, Ismay recibió una advertencia de icebergs del capitán Edward Smith, que Ismay guardó en el bolsillo de su chaqueta sin hacer comentarios. Esa misma noche, los Widener ofrecieron una cena en honor al capitán Smith en el restaurante a la carta del Titanic. Los invitados que asistieron incluyeron a Bruce Ismay, Archibald Butt que era el asesor militar del presidente William Howard Taft, el corredor de bolsa y criador de caballos de Washington Clarence Moore, y John B. Thayer y William E. Carter con sus respectivas esposas. El capitán se retiró hacia las 21:00 horas. Después, una vez que las mujeres se retiraron a sus camarotes, los caballeros del grupo se dirigieron a conversar en la sala de fumadores de primera clase en la cubierta A. Todavía estaban allí cuando el Titanic chocó con el iceberg a las 23:40 horas. 
George y Harry Widener condujeron a Eleanor y su sirvienta al bote salvavidas n.º 4 a estribor. En el grupo de pasajeros que esperaban para subir al bote estaban las familias Astor, Thayer, Carter y Ryerson. Después de algunas dificultades, este bote salvavidas solo fue botado a la 1:55, más de dos horas después de la colisión y 25 minutos antes del hundimiento. Fue el penúltimo bote que abandonó regularmente el Titanic antes de hundirse. El pasajero Archibald Gracie vio a George Widener con John B. Thayer de pie junto a la barandilla, perdido en una profunda discusión. A ellos se les unió en el último minuto el abogado Charles Duane Williams, padre de Richard Norris Williams. 
Los tres hombres, así como Harry Widener y el ayuda de cámara Edwin Keeping, murieron en el hundimiento. Eleanor Widener y Amalie Gieger sobrevivieron en el bote salvavidas n.º 4 y fueron llevadas a Nueva York junto con los otros supervivientes a bordo del RMS Carpathia. Los cuerpos de George y Harry Widener nunca fueron encontrados o si lo fueron, no fueron identificados. El funeral por los dos hombres tuvo lugar en la iglesia de St. Paul en Elkins Park. La iglesia fue renovada en 1912-13 con el apoyo financiero de Eleanor Widener. En el transcurso de estas obras, se instalaron dos vitrales hechos de cristal de Tiffany en memoria de George y Harry Widener. Eleanor fundó la Biblioteca Conmemorativa Harry Elkins Widener, que pertenece a la Universidad de Harvard, en honor a su hijo Harry Widener.